# Isaac Haig
Isaac Haig ist ein kanadischer Theater- und Filmschauspieler.

## Leben
Haig wurde als Sohn zweier Professoren für die Englische Sprache geboren. Er wuchs musikalisch auf. Daneben strebte er eine Laufbahn als Sportler an. Allerdings wandte er sich in Ontario dem Schauspiel zu. Erste Berührungspunkte mit dem Schauspiel hatte er durch seinen Bruder, der als Bühnenschauspieler tätig war und Haig ihm beim Spielen zu sah. Er selbst trat mit 15 Jahren erstmals in Bühnenstücken auf. Durch die Schauspielerei reiste er in die USA oder nach Japan, um auf verschiedenen Bühnen zu spielen. Seinen Bruder nennt er selber als seine Inspiration. 2008 feierte er sein Filmschauspieldebüt in einer Nebenrolle im Film King of the Camp. Ab Mitte der 2010er Jahre erhöhte sich seine Präsenz in der Fernseh- und Filmindustrie und er bekam Rollen in den Kurzfilmen Fallen und Fear Itself, Episodenrollen in den Fernsehserien Rush, Package Deal und Girlfriends’ Guide to Divorce sowie eine Rolle im Fernsehfilm Grumpy Cat’s Worst Christmas Ever. 2015 erhielt er die Rolle des Jason im Fernsehfilm Lake Placid vs. Anaconda sowie die Rolle des Kameramanns Louie im Fernsehfilm Roboshark. 2017 folgte eine Besetzung im Kurzfilm Time Runner sowie die Tätigkeit als Kameramann.

## Filmografie
- 2008: King of the Camp
- 2014: Fallen (Kurzfilm)
- 2014: Rush (Fernsehserie, Episode 1x07)
- 2014: Grumpy Cat’s Worst Christmas Ever (Fernsehfilm)
- 2014: Package Deal (Fernsehserie, Episode 2x10)
- 2014: Girlfriends’ Guide to Divorce (Fernsehserie, Episode 1x04)
- 2014: Fear Itself (Kurzfilm)
- 2015: Lake Placid vs. Anaconda (Fernsehfilm)
- 2015: Roboshark (Fernsehfilm)
- 2017: Time Runner (Kurzfilm)